# Monique Pariseau
Pour les articles homonymes, voir Pariseau.
 (novembre 2017).
Si vous disposez d'ouvrages ou d'articles de référence ou si vous connaissez des sites web de qualité traitant du thème abordé ici, merci de compléter l'article en donnant les références utiles à sa vérifiabilité et en les liant à la section « Notes et références ».
Monique Pariseau, née à Saint-Vallier au Québec en 1948, est une romancière, nouvelliste et professeure canadienne.

## Biographie
Elle grandit à Québec, mais passe tous ses étés dans son village natal. Marquée par cette enfance au bord du fleuve Saint-Laurent, elle y fera de nombreuses références ou s'en servira comme cadre dans ses romans et nouvelles à venir.
De 1983 à 1985, elle enseigne à Safi, au Maroc, puis au cégep de Saint-Jérôme et s'installe à Saint-Hippolyte.
Ses premiers romans sont inspirés par la nature et par ses expériences d'enseignement, notamment dans Les Figues de Barbarie (1990) qui se déroule au Maroc.
En 2003, elle rédige le roman historique La Fiancée du vent.

## Œuvres
Romans
- Les Figues de Barbarie (1990)
- Le Secret (1993)
- La Fiancée du vent : l'histoire de la Corriveau, née en Nouvelle-France et pendue sous le Régime anglais (2003)
- Jeanne Barret : première femme ayant accompli, au XVIIIe siècle, le tour du monde déguisée en homme (2010)

Recueil de nouvelles
- Objets de mémoire (1997)

Nouvelle
- Le Geai bleu (1993), dans l'anthologie L'Ami : ouvrage collectif

Autre publication
- Flâneries laurentiennes (2012), ouvrage collectif

## Honneurs
- 1990 : 2e Prix Robert-Cliche, Les Figues de Barbarie
- 1993 : Finaliste au Prix Elle-Québec, Le Secret